# Nora Aunor
Nora Aunor (née Nora Cabaltera Villamayor[Selon qui ?] le 21 mai 1953 à Iriga et morte le 16 avril 2025 à Pasig) est une chanteuse, actrice et productrice de cinéma philippine. 
Nommée Artiste national des Philippines(en français : Artiste nationale des Philippines), Nora Aunor est la « superstar » nationale, récompensée par de nombreuses distinctions prestigieuses. En raison de sa voix unique et de ses mythiques apparitions dans les grands titres du cinéma , elle est « La Grande Dame du cinéma philippin ».

## Biographie
Nora Aunor commence sa carrière au sein du monde du spectacle en tant que chanteuse après avoir remporté un concours de chant amateur.
Elle fait ses débuts au cinéma en 1967 dans le film All Over the World, avant de multiplier les castings. Nora Aunor s'impose comme un grand nom de la scène nationale en jouant dans des films reconnus tels que Tatlong taong walang Diyos (1976), Himala (1982), Bona (1980). Sa carrière d'actrice lui vaut des distinctions internationales. Plus récemment, Nora Aunor s'est illustrée dans les films Thy Womb (2012) et Taklub (2015).
Couronnée de succès, sa carrière musicale longue de plus de cinq décennies comptabilise une discographie de plus de 260 singles ainsi qu'une cinquantaine d'albums. Celle-ci est notamment marquée par l'enregistrement en 1971 de la chanson hawaïenne Pearly Shells, figurant sur l'album Blue Hawaii. La même année sort l'album Superstar Nora Aunor, consacrant le succès artistique et commercial de l'artiste. Celui-ci est réédité plusieurs fois tandis que son titre phare Superstar est popularisé par le duo américain The Carpenters.
Nora Aunor est décédé à l'âge de 71 ans, le 16 avril 2025, au Medical City Ortigas de Pasig. Interné à l'hôpital depuis le 10 avril 2025, Nora Aunir est décédé des suites d'une insuffisance respiratoire aiguë après une intervention chirurgicale.

## Distinctions
Nora Aunor est nommée 17 fois aux Filipino Academy of Movie Arts and Sciences Awards.
Elle est intronisée au Hall of Fame de l'institut délivrant les Filipino Academy of Movie Arts and Sciences Awards après s'être vue à cinq reprises décerner le prix de la meilleure actrice[réf. souhaitée]. Nora Aunor est l'actrice la plus nommée aux Gawad Urian Awards (en) avec 21 nominations, et sept victoires. D'autre part, la superstar a remporté huit trophées des PMPC Star Awards for television, est lauréate par huit fois du Metro Manila Film Festival, de quatre Luna Awards, cinq Young Critics Circle (en) awards, un prix du Festival international du film du Caire, un Asia Pacific Screen Awards, un Asian Film Award, entre autres.